# Dibamus taylori
Dibamus taylori es una especie de escamosos de la familia Dibamidae.

## Distribución geográfica
Es endémica de las islas menores de la Sonda, desde Lombok hasta Wetar (Indonesia). El holotipo se encontró en Sumba.